# Wilfried Galimo
Wilfried Galimo (Paramaribo, 2 mei 1991) is een Surinaams voetballer. Hij speelt in de hoogste divisie van Frans-Guyana en kwam uit voor het Surinaamse voetbalelftal.

## Carrière
Wilfried Galimo speelde vanaf 2011 voor US Matoury die uitkomt in de hoogste divisie van Frans-Guyana, de Régional 1. Sinds 2018 speelt hij voor AS Étoile Matoury die eveneens in de Régional 1 speelt, met een onderbreking van 2020-2021 toen hij op het Franse vasteland speelde voor de amateurclub US Camon. Karaibes Sports noemt hem de beste schutter aller tijden van de Régional 1.
In 2012 selecteerde bondscoach Ricardo Winter hem en zijn clubgenoot Bonnsole Bodji voor het Surinaamse voetbalelftal. Hij viel in 2012 drie maal in, tegen de Britse Maagdeneilanden, Trinidad en Tobago en Saint Vincent en de Grenadines, en speelde een volledige wedstrijd tegen Martinique.